# إدوارد لازاروس
إدوارد لازاروس (بالإنجليزية: Edward Lazarus)‏ هو مؤرخ ومحامي وكاتب أمريكي، ولد في 9 سبتمبر 1959 في واشنطن العاصمة في الولايات المتحدة.